# محمد الحموی
محمد الحموی (عربی: محمد حيان الحموي؛ زادهٔ ۹ ژوئن ۱۹۸۴) یک ورزشکار اهل سوریه است.
از باشگاه‌هایی که در آن بازی کرده‌است می‌توان به باشگاه فوتبال الحزم عربستان سعودی، باشگاه فوتبال الکرامه سوریه، باشگاه ورزشی التضامن کویت، باشگاه فوتبال الکرامه سوریه، باشگاه الفیصلی (امان)، و تیم ملی فوتبال سوریه اشاره کرد.
وی همچنین در تیم‌های ملی فوتبال زیر ۲۰ سال سوریه سوریه بازی کرده است.